# Merschweiller
Merschweiller település Franciaországban, Moselle megyében. Lakosainak száma 290 fő (2022. január 1.). Merschweiller Apach, Kirsch-lès-Sierck és Manderen-Ritzing községekkel határos.

## Népesség
A település népességének változása:
| Lakosok száma | 180  | 173  | 166  | 180  | 203  | 224  | 248  | 286  | 289  | 290  |
|               | 1968 | 1982 | 1990 | 2006 | 2013 | 2015 | 2017 | 2019 | 2020 | 2022 |